# コルネード・アッリザルコ
コルネード・アッリザルコ（伊: Cornedo all'Isarco ; 独: Karneid カルナイト）は、イタリア共和国トレンティーノ＝アルト・アディジェ州ボルツァーノ自治県にある、人口約3,400人の基礎自治体（コムーネ）。

## 地理

### 位置・広がり

#### 隣接コムーネ

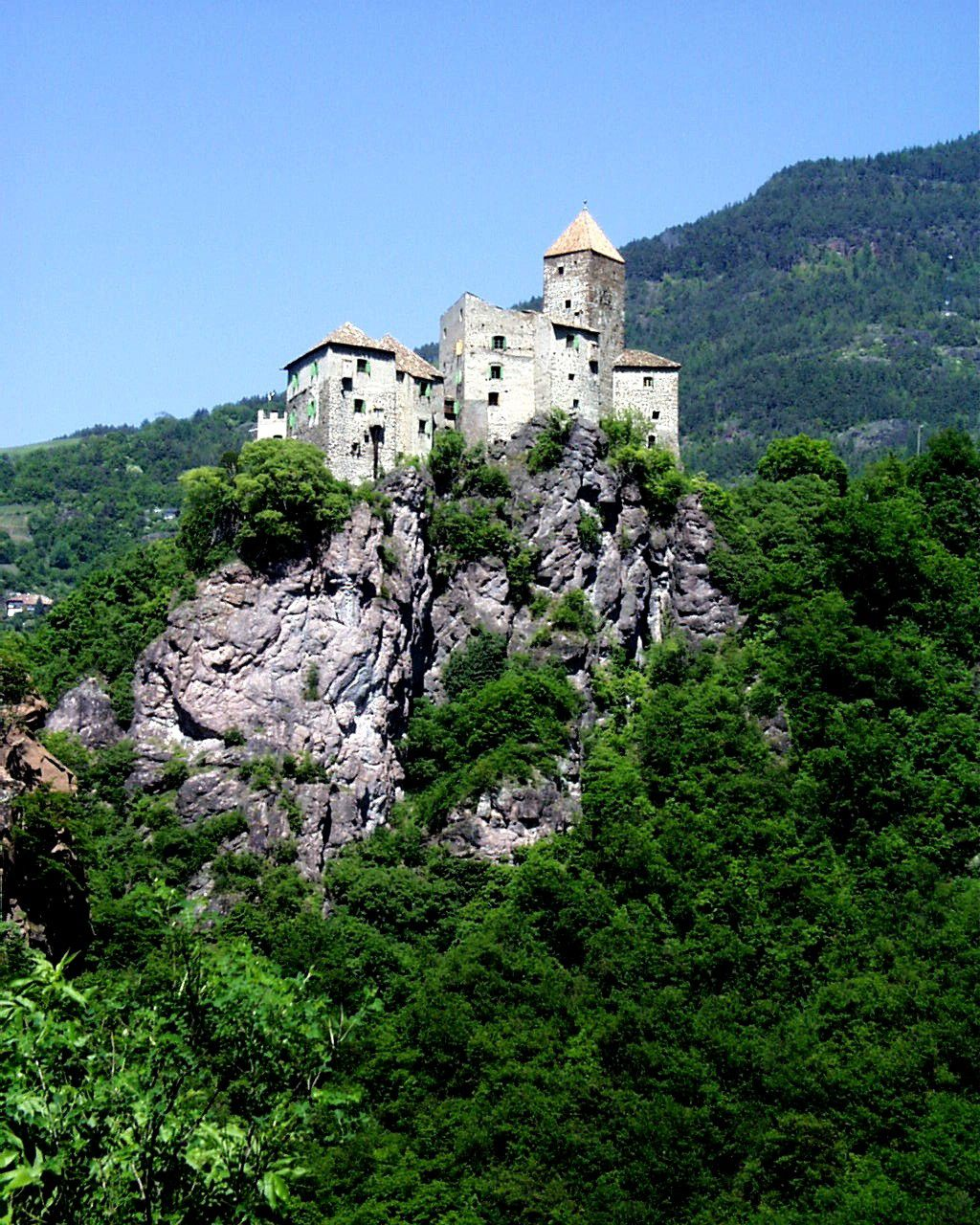
城

隣接するコムーネは以下の通り。
- ボルツァーノ
- フィエー・アッロ・シーリアル
- ノーヴァ・レヴァンテ
- ノーヴァ・ポネンテ
- レノン
- ティーレス

## 行政

### 分離集落
コルネード・アッリザルコには、以下の分離集落（フラツィオーネ）がある。
- Briè/Breien, Cardano/Kardaun (sede comunale), Collepietra/Steinegg, Cornedo all'Isarco/Karneid, Prato all'Isarco/Blumau, San Valentino in Campo/Gummer

## 住民

### 言語
| 言語集団調査（2011年） | 言語集団調査（2011年） | 言語集団調査（2011年） | 言語集団調査（2011年） | 言語集団調査（2011年） |
| ---------------------- | ---------------------- | ---------------------- | ---------------------- | ---------------------- |
|                        |                        |                        |                        |                        |
| ドイツ語               | ドイツ語               |                        | 89.03%                 | 89.03%                 |
| イタリア語             | イタリア語             |                        | 10.64%                 | 10.64%                 |
| ラディン語             | ラディン語             |                        | 0.33%                  | 0.33%                  |

2011年に行われた、住民がドイツ語・イタリア語・ラディン語のいずれの「言語集団」に属するかの調査によれば（ボルツァーノ自治県#言語集団調査参照）、住民の約89%がドイツ語話者、約11%がイタリア語話者である。